# Gondecourt

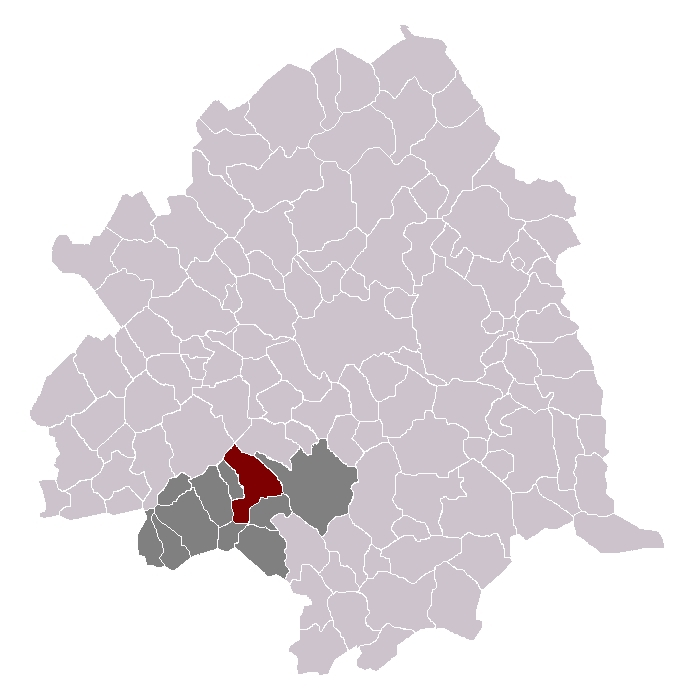
Ubicació de Gondecourt dins del cantó i el districte

Gondecourt és un municipi francès, situat a la regió dels Alts de França, al departament del Nord. L'any 2006 tenia 3.943 habitants. Limita al nord amb Santes, al nord-est amb Houplin-Ancoisne, a l'est amb Seclin, al sud amb Chemy i Camphin-en-Carembault, al sud-oest amb Carnin i Allennes-les-Marais, a l'oest amb Herrin i al nord-oest amb Wavrin.

## Demografia
| 1962                                       | 1968  | 1975  | 1982  | 1990  | 1999  | 2006  |
| ------------------------------------------ | ----- | ----- | ----- | ----- | ----- | ----- |
| 2.521                                      | 2.600 | 2.800 | 3.410 | 3.777 | 3.902 | 3.943 |
| Des de 1962: població sense dobles comptes |       |       |       |       |       |       |

## Administració
| Període   | Identitat             | Partit        |
| --------- | --------------------- | ------------- |
| 1959-1977 | Edouard Montaigne     | Divers droite |
| 1977-1983 | Henri Rose            | Divers gauche |
| 1983-2001 | Joseph Deman          | Divers droite |
| 2001-2008 | Michel Desmazières    | Divers droite |
| 2008-     | Jean Pierre Fernandez | Divers gauche |